# عزيز أباد العليا (ديناران)
عزیز أباد العلیا (بالفارسية: عزیزآباد علیا) هي قرية تقع في إيران في قسم دیناران الريفي. يقدر عدد سكانها بـ 171 نسمة .